# برقوق فيكتوريا
برقوق فيكتوريا هو نوع من البرقوق الإنجليزي. له لب أصفر مع جلد أحمر أو مرقش. هذا البرقوق هو مستنبت نباتي من مجموعة برقوق البيض (برقوق دوميستكا).

## الوصف
شكل الفاكهة بيضاوي أو بيضوي الشكل. اللون الأرضي أصفر مخضر، مغطى في الغالب بلون أرجواني. لا تخرج بذرة الثمرة بالكامل من اللب ولكن من السهل نزع القشرة. اللب خشن للغاية، أصفر فاتح ويكون حلو ولذيذ في حالة نمو جيدة ونضج كامل. يحين وقت النضج من منتصف سبتمبر إلى أواخره (في بعض الأماكن). إنها جيدة للطاولة وفاكهة منزلية. 

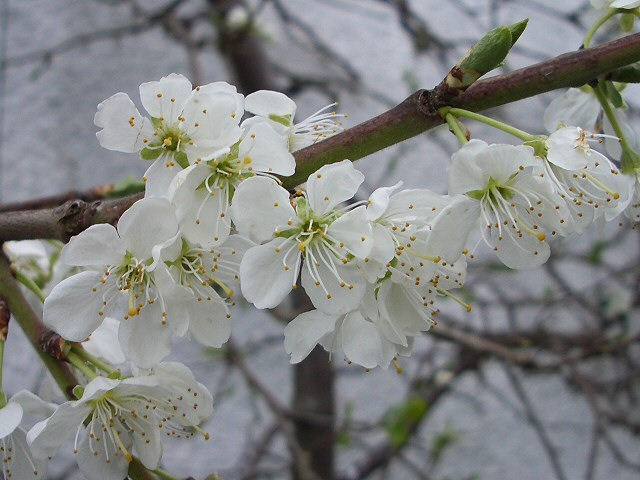
ازهار

شجرة الفاكهة شديدة الصلابة وتنمو بقوة ولكنها ليست بالكبيرة جدًا. يكون الإزهار في وقت مبكر و ذاتية التخصيب هذا يعني أنك لا تحتاج بالضرورة إلى أنواع أخرى من البرقوق في الجوار حتى تتمكن الشجرة من إنتاج البرقوق . ونادرا ما تتعرض للهجوم من الأمراض، ولكن الفاكهة يمكنها أن تتعفن. يجب تخفيف الأزهار بشكل كبير حتى تصل الثمار إلى النمو الكامل. نادرًا ما تكبر الأشجار بسبب ارتفاع إنتاج الفاكهة.

## تاريخ
يأتي اسم «فيكتوريا» من الملكة فيكتوريا (1819–1901). من المفترض أنه تم اكتشاف الصنف لأول مرة في حديقة في ألدرتون، ساسكس، ولكن لم يكن هناك مكان يسمى ألدرتون في ساسكس.عُرضت عدة فرضيات لشرح الأصل الحقيقي للصنف. سوق دينير صاحب مشتلة الفاكهة تجاريًا في السويد في عام 1844، تحت اسم دينير فيكتوريا. سرعان ما أصبحت هذه السلالة شائعة جدًا في السويد في أواخر القرن التاسع عشر.
يحتوي برقوق فيكتوريا على أقحوان الأنثوسيانين.